# 百日の薔薇
『百日の薔薇』（ひゃくじつのばら、Maiden Rose）は、稲荷家房之介による日本のボーイズラブ漫画作品。作者曰く「武家が台頭せず平安時代の貴族文化を残したままで進んだif世界」のお話。

## 概要
『コミックアクア』（オークラ出版）にて2004年より不定期連載。ドラマCD化、OVA化などのメディアミックスがなされた。2015年、連載中だった『コミックアクア』が2015年8月号をもって休刊となり、続編分の掲載が未定。
『ihr HertZ』（大洋図書）2018年5月号より、第二巻発売から約9年ぶりの待望の連載開始。表紙をタキとクラウスで飾っている。
2022年7月1日に新装版の『百日の薔薇 Maiden Rose I・II』（※全ページ加筆修正）が同時発売。冒頭部分は新作として丸ごと描き下ろすなどしており、旧版に比べ、分厚い。『百日の薔薇 Maiden Rose III』が2022年9月1日、『百日の薔薇 Maiden Rose IV』が2023年9月1日に発売された。

## あらすじ
気高く美しい指揮官タキ・レイゼン。彼に忠誠を誓う騎士であり、気性の荒さから「狂犬」と呼ばれるクラウス・フォン・ヴォルフシュタット。敵国の軍人同士でありながら、主従の契りで結ばれたふたり。国家の命運をかける激闘の中、ふたりを見る周りの目は、さまざまな危惧や疑心に満ちていた。そして純粋に想い合いながらもすれ違ってしまうふたり。戦況の激しさに伴い、過酷になる恋の行方は?

## 登場人物
※声は、ドラマCD版、OVA版共通。
タキ・レイゼン
声 - 千葉進歩
第十五機甲師団「ローゼンメイデン」の師団長であり、レイゼン領領主。敵の拠点に自ら出撃する、有能な指揮官。領民を大切に思う、気高く美しい青年。
神代から続く一族・レイゼン家の生まれであり、臣下からの信奉も厚い。クラウスとは留学先の機甲学校で運命的な再会を果たす。
クラウス・フォン・ヴォルフシュタット
声 - 井上和彦
第十五機甲師団所属の大尉。敵である西方諸国の人間だが、タキに仕える騎士であり元学友。周りからは「狂犬」と呼ばれるほど気性が荒い。
戦場ではオートバイ兵として、遊撃手的な役割を担う。タキとは十年前に衝撃の出会いを果たし、再会したのち自国を棄てタキの騎士となった。
スグリ
声 - 秋元羊介
第十五機甲師団所属の少尉。砲手であり、幼少時からタキの身体を診てきた元侍医。
ハセベ
声 - 広瀬正志
第十五機甲師団所属。作中では「ハセベ侍従長」と呼ばれ、階級は不明（側仕えのウエムラが少佐なのでおそらく将官クラスと思われる）。
ウエムラ
声 - 加藤亮夫
第十五機甲師団所属の少佐。タキの側仕えでもある。
アズサ
声 - 山中真尋
第十五機甲師団所属の少尉。無線手。西方諸国との混血で親族が敵国側にいる。
D68型機関車の侵入の際は、自らの出自を理由に中間地帯入りを志願。
幼少時からタキの側にいる描写があることから従四位以上の家の生まれと思われる。
モリヤ
声 - フルヤミツアキ
第十五機甲師団所属。
幼少時からタキの側にいる描写があることから従四位以上の家の生まれと思われる。
ダテ
声 - 佐々木大輔
第十五機甲師団所属。
幼少時からタキの側にいる描写があることから従四位以上の家の生まれと思われる。
トリエダ
声 - 宮澤正
第十五機甲師団所属。
タキの元服時に太刀をあつらえた刀匠。
ハルキ・ヤマモト
声 - 重松朋
クロウディア
声 - 武田華

## OVA

### スタッフ
- 原作 - 稲荷家房之介（「百日の薔薇」オークラ出版 アクアコミックス刊）
- 企画 - さかいあきお
- プロデューサー - 石津雄一、森下友紀
- 監督・演出 - 高木秀文
- 絵コンテ - 大谷肇 [1話]、高橋丈夫 [2話]
- 脚本 - 江夏由結（スタジオ・ライブ）
- キャラクターデザイン・作画監督 - 中野繭子（スタジオ・ライブ） [1話]、大塚みどり [2話]
- 小物設定 - 渡辺和夫
- 色指定・検査 - 田内敦也
- 色彩設定 - 鈴木依里
- 音響監督 - 阿部信行
- 音楽 - 森正明
- 編集 - 松井伸哉
- 企画協力 - 株式会社オークラ出版、アクア編集部
- アニメーション制作・製作 - PrimeTime
- 発売 - 株式会社ゑにっく
- 販売 - 株式会社アムモ

### サブタイトルリスト
| 発売日         | 話数   | サブタイトル | 脚本     | 絵コンテ | 演出     | 作画監督   |
| -------------- | ------ | ------------ | -------- | -------- | -------- | ---------- |
| 2009年5月29日  | 第一話 | 我が騎士     | 江夏由結 | 大谷肇   | 高木秀文 | 中野繭子   |
| 2009年10月23日 | 第二話 | 宸華の者     | 江夏由結 | 高橋丈夫 | 高木秀文 | 大塚みどり |

## 関連商品

### 漫画
単行本
- 『百日の薔薇』（オークラ出版〈アクアコミックス〉、2005年9月12日発売）ISBN 4-7755-0622-6
- 『百日の薔薇 II』（オークラ出版〈アクアコミックス〉、2007年5月23日発売）ISBN 978-4-7755-0955-5

新装版
- 『百日の薔薇 Maiden Rose I』（大洋図書〈H&C Comics ihr HertZシリーズ〉、2022年7月1日発売）ISBN 978-4-8130-3287-8
- 『百日の薔薇 Maiden Rose II』（大洋図書〈H&C Comics ihr HertZシリーズ〉、2022年7月1日発売）ISBN 978-4-8130-3288-5
- 『百日の薔薇 Maiden Rose III』（大洋図書〈H&C Comics ihr HertZシリーズ〉、2022年9月1日発売）ISBN 978-4-8130-3289-2
- 『百日の薔薇 Maiden Rose IV』（大洋図書〈H&C Comics ihr HertZシリーズ〉、2023年9月1日発売）ISBN 978-4-8130-3356-1

### ドラマCD
- 『Dramatic CD Collection 百日の薔薇』（ムービック、2007年6月29日発売）MACY-2141

### DVD
（初回限定特装版、片面1層、MPEG-2、組枚数：1、発売元：ゑにっく）
- 『百日の薔薇』第一話「我が騎士」（2009年5月29日発売）ANDS-13001
- 『百日の薔薇』第二話「宸華の者」（2009年10月23日発売）ANDS-13002
- 初回限定特装版特典
  - 原作者描き下ろしBOX
  - 原作者描き下ろしイラストカード
  - 小冊子
  - アニメ「仁義なき肉球編」DVD